# Neem het niet!
Neem het niet! is de vertaling van een essay van Stéphane Hessel, oorspronkelijk gepubliceerd in 2010. Dit pamflet van ongeveer dertig pagina's, waarin Hessel stelt dat verontwaardiging de kiem is van een "geest van verzet", is uitgegroeid tot een internationale bestseller.

## Inhoud
In zijn pamflet roept Stéphane Hessel de jongere generaties op tot persoonlijke inzet tegen elke vorm van onrecht, tegen de verbreding van de kloof tussen arm en rijk en tegen het immigratiebeleid van de (Franse) overheid. Hij betreurt het overwicht van de financiële wereld bij het maken van politieke keuzes en hij hekelt de aftakeling van de sociale erfenis van de in de Tweede Wereldoorlog door het Franse verzet opgerichte “Nationale Raad van het Verzet”. Ook spreekt hij zijn verontwaardiging uit over de situatie in Palestina. Stéphane Hessel besluit zijn oproep met een pleidooi voor een geweldloze inzet en een vreedzame opstand.

## Ontstaansgeschiedenis van het essay
Het voorstel om het essay te schrijven is afkomstig van twee journalisten, Jean-Pierre Barou en Sylvie Crossman, tevens oprichters van uitgeverij “Les éditions Indigène”. Ze deden het voorstel aan Stéphane Hessel nadat ze zijn toespraak hadden gehoord tijdens een bijeenkomst op 17 mei 2009 op het plateau van Glières. De tekst van het essay werd ontwikkeld tijdens drie gesprekken in het voorjaar van 2010. De eindredactie is van Sylvie Crossman.

### Aanleiding van de bijeenkomst op 17 mei 2009
Op het plateau van Glières (in Haute-Savoie, dicht bij de Zwitserse grens) werd op 31 januari 1944 een verzetsgroep opgericht die vanuit deze basis strijd voerde met de milities van het collaborerende Vichy-bewind en met het Duitse bezettingsleger. Op 26 maart 1944 heroverde het Duitse leger het plateau waarbij veel verzetsstrijders omkwamen. Het plateau werd na de oorlog een herdenkingsplaats voor de gevallen verzetsmensen.
In het kader van zijn verkiezingscampagne voor de presidentsverkiezingen van 2007, sprak Nicolas Sarkozy op 4 mei van dat jaar de aanwezigen toe op deze locatie. Deze toespraak lokte de verontwaardiging uit van oud-verzetsman Walter Bassan, daarin gesteund door andere oud-verzetsmensen. De vrienden van Walter Bassan richtten in 2008 onder de naam “Citoyens Résistants d’Hier et d’Aujourd’hui“ (Weerbare Burgers van Gisteren en Vandaag) een vereniging op met als doel het gedachtegoed van de “Conseil national de la Résistance” (Nationale Raad van het Verzet) te blijven uitdragen. Stéphane Hessel werd een van de beschermheren van de CRHA. De bijeenkomst van 19 mei 2009 werd georganiseerd door deze CRHA.

## Andere vertaalde werken van Stéphane Hessel
- Doe er iets aan!, Van Gennep B.V., 2011 ISBN 978-946-164-069-7
- De weg van de hoop, Van Gennep B.V., 2011 ISBN 978-946-164-086-4
- Geloven in het onwaarschijnlijke, Van Gennep B.V., 2011 ISBN 978-946-164-099-4